# Вяземка (Пензенская область)
Вяземка  — село в Земетчинском районе Пензенской области России. Входит в состав Краснодубравского сельсовета.

## География
Расположено в северо-западной части региона, в 18 км от райцентра Земетчино, в 210 км от Пензы.
Климат — умеренно континентальный.

## Происхождение названия
Вяземка — от славянского вязнуть. Кругом Вяземки топи. По речке Вяземки на которой стоит село Вяземка, растут огромные вязы, которые дали название речки.

## История
Основана на земле, отказанной в 1698 г. на реке Ките молодому керенскому воеводе Григорию Петровичу Чернышёву.
Согласно Закону Пензенской области от 2 ноября 2004 года № 690-ЗПО село вошло в состав образованного муниципального образования Краснодубравский сельсовет.

## Население
| 1864  | 1877  | 1897  | 1913  | 1926  | 1934  |
| ----- | ----- | ----- | ----- | ----- | ----- |
| 2399  | ↗2892 | ↗3178 | ↗4191 | ↘3846 | ↘3204 |
| 1959  | 1979  | 1989  | 1996  | 2002  | 2010  |
| ↘1771 | ↗2051 | ↘1397 | ↘1235 | ↘951  | ↘680  |

## Инфраструктура
Мольный дом Живоначальной Троицы.

## Транспорт
Проходит автодорога 58Н-69 «п. Десятый Октябрь — с. Кириллово — п. Никитовка». Остановка общественного транспорта «Вяземка».